# Farsbach
Der Farsbach ist ein gut einen Kilometer langer orographisch linker Zufluss des Odenbaches im rheinland-pfälzischen Landkreis Kaiserslautern auf dem Gebiet der zur Verbandsgemeinde Otterbach-Otterberg gehörenden Ortsgemeinde Niederkirchen.

## Verlauf
Der Farsbach entsteht im Naturraum Lichtenberg-Höhenrücken des Nordpfälzer Berglandes aus zwei Quellästen. Der rechte nur 
intermittierend Wasser führende Ast entspringt auf einer Höhe von 317,9 m ü. NHN in einer landwirtschaftlich genutzten Zone am Nordwesthang des Burgbergs (378,4 m) und knapp siebenhundert Meter nordwestlich von Niederkirchen. Er zieht zunächst in Richtung Ostnordosten durch die Felder und Wiesen der Flur In der Farsbach in einem weiten Tal am Nordhang des Burgbergs entlang und durchfließt dabei ein unter Naturschutz stehendes Biotop. Er wechselt dann seine Laufrichtung nach Nordwesten aus und vereinigt sich danach mit seinem linken Quellast.
Der Farsbach läuft nun begleitet von starkem Bewuchs aus Büschen und Bäumen durch Ackerland und mündet schließlich auf einer Höhe von 241 m etwa hundert Meter südsüdwestlich der Einmündung des Kohlengrabens und knapp dreihundert Meter nordnordwestlich der Bügenmühle von links in den aus dem Süden kommenden Odenbach.
Der Farsbach mündet nach etwa 1,2 km langem Lauf mit mittlerem Sohlgefälle von etwa 64 ‰ rund 77 Höhenmeter unterhalb der Quelle seines rechten Oberlaufastes.

## Daten
Der Farsbach hat ein Einzugsgebiet von 0,777 km² und entwässert über den  Odenbach, den Glan, die Nahe und den Rhein in die Nordsee. Der Höhenunterschied von seiner Quelle bis zu seiner Mündung beträgt 76,9 m, was bei einer Lauflänge von 1,2 km einem mittleren Sohlgefälle von 64,1 ‰ entspricht.

## Natur und Umwelt
Das am Oberlauf des Farsbaches liegende schutzwürdige Biotop Magerrasen-Hang nördlich Burgberg nördlich Niederkirchen mit der Gebietsnummer: BK-6412-0196-2009 ist insgesamt etwa 0,78 ha groß. Der nördlich des Burgberges liegende und nach Süden ausgerichtete steinige Steilhang grenzt im Norden an eine Magerwiese. In diesem örtlich bedeutsamen Naturraum kommen in den Bereichen von Halbtrockenrasen und Magerwiesen teilweise seltene Tier- und Pflanzenarten vor.